# Église de l'Ascension de Subotica
Pour les articles homonymes, voir Église de l'Ascension.
L'église de l'Ascension de Subotica (en serbe cyrillique : Српска православна црква Светог Вазнесења Господњег у Суботици ; en serbe latin : Srpska pravoslavna crkva Svetog Vaznesenja Gospodnjeg u Subotici) est une église orthodoxe située à Subotica et dans le district de Bačka septentrionale, en Serbie. Elle est inscrite sur la liste des monuments culturels protégés de la république de Serbie (identifiant no SK 1846).

## Présentation
L'église a été construite entre 1723 et 1726, à l'époque de l'évêque de Bačka Sofronije Tomašević. Par la suite, l'édifice a été plusieurs fois agrandi, notamment en 1766, en 1804 et en 1909-1910. À l'occasion de ces derniers travaux, l'iconostase de l'église, peinte en 1766, a été transférée dans l'église Saint-Dimitri d'Aleksandrovo-Subotica,.
Aujourd'hui, l'église est caractéristique du style néo-baroque. Elle est constituée d'une nef unique prolongée par une abside demi-circulaire ; elle est dotée d'un transept à l'est et d'un narthex à l'ouest. La partie la plus représentative de l'édifice est la façade occidentale, dominée par un haut clocher baroque qui en accentue la verticalité ; l'entrée est encadrée par deux colonnes en pierre qui supportent un fronton surbaissé et possède un portail en bois à double battant. Les façades sont ornées de pilastres surmontés de chapiteaux dotés d'une riche décoration baroque sous forme de volutes et de feuilles d'acanthe qui s'élèvent jusqu'à la corniche du toit.
À l'intérieur, l'iconostase actuelle a été réalisée en 1910 par Johanes Lukeš sous la direction de Paja Jovanović. Le trône de la Mère de Dieu est une œuvre de style rocaille datant de 1785 et l'on suppose qu'il s'agit d'une création d'Aksentije Marković. Sur le trône de l'évêque, l'icône de saint Sava a été peinte en 1910 par Aleksandar Sekulić, un artiste de Zrenjanin, dans un style réaliste. L'église abrite aussi quelques rares fragments des vitraux peints en 1910 par l'entreprise Türoler Glassmalerei d'Innsbruck.